# Луций II
Луций II (на латински: Lucius II) е римски папа от 9 март 1144 г. до 15 февруари 1145 г. Рожденото му име е Герардо Качанемичи дал Орсо (на италиански: Gherardo Caccianemici dal Orso).